# Atholus holzschuhi
Atholus holzschuhi är en skalbaggsart som beskrevs av Olexa 1988. Atholus holzschuhi ingår i släktet Atholus och familjen stumpbaggar. Inga underarter finns listade i Catalogue of Life.